# 斯普林菲爾德 (新罕布什爾州)
斯普林菲爾德（英語：Springfield）是一個位於美國新罕布什爾州沙利文縣的鎮。

## 人口
根據2020年美國人口普查的數據，斯普林菲爾德的面積為115.30平方千米，當中陸地面積為113.00平方千米，而水域面積為2.30平方千米。當地共有人口1259人，而人口密度為每平方千米11人。